# Abby Ringquist
Abby Ringquist (* 21. Juni 1989 in Salt Lake City als Abby Hughes) ist eine ehemalige US-amerikanische Skispringerin.

## Werdegang
Abby Hughes kam mit sieben Jahren über ihren drei Jahre älteren Bruder Blake Hughes, der ab 2002 im Skisprung-Continental-Cup sprang, zum Skispringen. Nachdem sie sich der National Sports Foundation angeschlossen hatte, sprang sie selbst am 23. Juli 2004 erstmals im Ladies-Continental-Cup. In ihrem ersten Springen in Park City wurde sie Zwölfte. Ab 7. August 2005 gehörte sie zum festen US-amerikanischen Kader. Dabei konnte sie von Anfang an gute Ergebnisse vorweisen und sprang in den ersten Springen regelmäßig unter die besten zehn. Am 1. Oktober 2005 konnte sie mit dem zweiten Platz in Park City erstmals aufs Podium springen und musste sich dabei nur ihrer Teamkollegin Lindsey Van geschlagen geben.
Bei den Junioren-Weltmeisterschaften 2006 in Kranj sprang Hughes auf den achten Platz. Die Continental-Cup-Saison 2005/06 beendete Hughes auf dem neunten Platz und damit in ihrer Karriere bislang zum ersten und einzigen Mal unter den besten zehn. Ein Jahr später konnte sie im italienischen Tarvisio bei den Junioren-Weltmeisterschaften 2007 den 18. Platz erreichen. Bei den Junioren-Weltmeisterschaften 2009 in Štrbské Pleso wurde sie Achte.
Im Februar 2011 nahm Hughes erstmals an den Nordischen Skiweltmeisterschaften in Oslo teil. Sie belegte im Einzelwettbewerb den 24. Platz. Ab der Saison 2011/12 startete Hughes im neu eingeführten Skisprung-Weltcup der Damen. Sie gab ihr Debüt bei der Weltcup-Premiere am 3. Dezember 2011 in Lillehammer. Dabei belegte sie den 21. Platz und holte damit ihre ersten Weltcuppunkte. Ihre beste Saisonplatzierung erzielte sie am 4. Februar 2012 in Hinzenbach als Zwölfte. Im Gesamtweltcup belegte sie den 25. Rang.
Im Sommer 2012 startete sie im ebenfalls neu eingeführten Sommer-Grand-Prix der Frauen. Sie gab am 15. August 2012 in Courchevel ihr Debüt, bei dem sie den elften Platz belegte. In der Weltcup-Saison 2012/13 verbesserte sie ihre beste Weltcupplatzierung mit einem neunten Platz am 9. Dezember 2012 in Sotschi. Bei den Nordischen Skiweltmeisterschaften 2013 in Val di Fiemme belegte sie den 33. Platz im Einzel. Im Gesamtweltcup der Saison 2012/13 belegte sie mit 160 Punkten den 21. Platz und erzielte damit ihr bestes Karriereergebnis. In der darauffolgenden Saison 2013/14 kam sie nicht über den 21. Platz bei den Einzelspringen hinaus und wurde nur 53. im Gesamtweltcup. Auch in den folgenden Jahren kam sie nicht mehr an ihre beste Saison 2012/13 heran. Sie erreichte im Weltcup in den Saisons von 2014/15 bis 2017/18 nur noch wenige Male die besten 20. Ihre beste Gesamtweltcup-Platzierung in dieser Zeit war der 28. Rang in der Saison 2016/17. Bei den Nordischen Skiweltmeisterschaften 2015 in Falun belegte sie den 34. Platz im Einzel. Bei den US-Meisterschaften im gleichen Jahr erreichte sie von der Großschanze den dritten Platz und von der Normalschanze den zweiten Platz.
Im Februar 2018 erlebte Ringquist durch ihre erste Teilnahme an den Olympischen Winterspielen im südkoreanischen Pyeongchang ihren Karrierehöhepunkt. Im Einzelwettbewerb auf der Normalschanze erreichte sie dabei den 29. Platz. Nach den Olympischen Winterspielen beendete sie ihre Karriere.

## Statistik

### Weltcup-Platzierungen
| Saison  | Platz | Punkte |
| ------- | ----- | ------ |
| 2011/12 | 25.   | 109    |
| 2012/13 | 21.   | 160    |
| 2013/14 | 53.   | 013    |
| 2014/15 | 34.   | 041    |
| 2015/16 | 43.   | 014    |
| 2016/17 | 28.   | 106    |
| 2017/18 | 45.   | 008    |

### Grand-Prix-Platzierungen
| Saison | Platz | Punkte |
| ------ | ----- | ------ |
| 2012   | 28.   | 24     |
| 2013   | 43.   | 09     |
| 2017   | 19.   | 60     |

### Continental-Cup-Platzierungen
| Saison  | Platz | Punkte |
| ------- | ----- | ------ |
| 2004/05 | 36.   | 022    |
| 2005/06 | 09.   | 480    |
| 2006/07 | 15.   | 325    |
| 2007/08 | 59.   | 017    |
| 2008/09 | 36.   | 079    |
| 2009/10 | 25.   | 130    |
| 2010/11 | 24.   | 193    |
| 2011/12 | 21.   | 080    |
| 2014/15 | 16.   | 090    |